# 제15회 아카데미상
제15회 아카데미상은 1943년 3월 4일에 열린 시상식이다. LA 앰베서더 호텔에서 개최되었으며 사회자는 밥 호프이다.

## 후보 및 수상

### 작품상
- 미니버 부인 - 시드니 프랭클린 수상
- 침입자들 - 마이클 포웰
- 훌륭한 앰버슨가 - 오슨 웰즈
- 야구왕 루 게릭 - 사무엘 골드윈
- 마음의 행로 - 시드니 프랭클린
- 사랑의 별장 - 조지 스티븐스
- 성조기의 행진 - 잭 L. 워너

### 남우주연상
- 성조기의 행진 - 제임스 카그니 수상
- 미니버 부인 - 월터 피전
- 야구왕 루 게릭 - 게리 쿠퍼
- 마음의 행로 - 로널드 콜먼

### 여우주연상
- 미니버 부인 - 그리어 가슨 수상
- 나우 보이저 - 베티 데이비스
- 여성의 해 - 캐서린 헵번
- 야구왕 루 게릭 - 테레사 라이트

### 남우조연상
- 자니 이거 - 밴 헤프린 수상
- 성조기의 행진 - 월터 휴스턴
- 미니버 부인 - 헨리 트래버스

### 여우조연상
- 미니버 부인 - 테레사 라이트 수상
- 나우 보이저 - 글래디스 쿠퍼
- 훌륭한 앰버슨가 - 아그네스 무어헤드
- 미니버 부인 - 데임 메이 위티
- 마음의 행로 - 수잔 피터

### 감독상
- 미니버 부인 - 윌리엄 와일러 수상
- 킹스 로우 - 샘 우드
- 마음의 행로 - 머빈 르로이
- 웨이크 아일랜드 - 존 패로우
- 성조기의 행진 - 마이클 커티즈

### 각본상
- 여성의 해 - 마이클 카닌 수상

### 각색상
- 미니버 부인 - 조지 프로에쉘 수상

### 촬영상
- 검은 백조 - 레온 샴로이 수상
- 미니버 부인 - 조셉 루텐버그 수상

### 편집상
- 야구왕 루 게릭 - 다니엘 맨델 수상

### 미술상
- 마이 갤 샐 - 리처드 데이 수상
- 디스 오보브 올 - 리처드 데이 수상

### 원작상
- 침입자들 - 에머릭 프레스버거 수상

### 음악상
- 성조기의 행진 - 레이 헤인도프 수상
- 나우 보이저 - 맥스 스타이너 수상

### 주제가상
- 홀리데이 인 - 어빙 베를린 수상

### 음향믹싱상
- 성조기의 행진 - 나단 레빈슨 수상

### 특수효과상
- 립 더 와일드 윈드 - 파시어트 에더아트 수상

### 장편다큐멘터리상
- Battle of Midway 수상
- Kokoda Front Line! 수상
- Moscow Strikes Back 수상
- Prelude to War 수상

### 공로상
- 샤를르 보와이에 수상
- 노엘 코워드 수상

### 어빙 탤버그 상
- 시드니 프랭클린 수상